# Ungleichung von Schur
Die Ungleichung von Schur (englisch Schur’s inequality) ist eine von mehreren klassischen Ungleichungen, die der Mathematiker Issai Schur auf dem mathematischen Gebiet der Analysis beigesteuert hat.

## Darstellung der Ungleichung
Die Ungleichung lautet folgendermaßen:
Gegeben seien reelle Zahlen {\displaystyle r,x,y,z} und dabei gelte {\displaystyle x,y,z>0}.
Dann besteht die Ungleichung
{\displaystyle x^{r}(x-y)(x-z)+y^{r}(y-z)(y-x)+z^{r}(z-x)(z-y)\geq 0}
und es gilt hierbei das Gleichheitszeichen genau dann, wenn die drei Zahlen {\displaystyle x,y,z} alle übereinstimmen.

## Anwendung
In Anwendung der obigen schurschen Ungleichung (mit {\displaystyle r=2}) lässt sich eine der zahlreichen geometrischen Ungleichungen in der Dreiecksgeometrie der euklidischen Ebene herleiten:
Ist in der euklidischen Ebene ein beliebiges Dreieck {\displaystyle ABC} gegeben, dessen Seiten die Längen {\displaystyle a,b,c} haben sollen, und ist hier {\displaystyle s} gleich dem halben Umfang von {\displaystyle ABC}, so gilt stets die Ungleichung
{\displaystyle abcs\geq a^{3}\cdot (s-a)+b^{3}\cdot (s-b)+c^{3}\cdot (s-c)}